# Иоганн Георг III
Иоганн Георг III (нем. Johann Georg III.; 20 июня 1647, Дрезден — 12 сентября 1691, Тюбинген) — курфюрст Саксонии с 1680 года из династии Веттинов, полководец, создатель регулярной Саксонской армии.

## Биография
Иоганн Георг III — единственный сын Иоганна Георга II и Магдалены Сибиллы Бранденбург-Байрейтской, поэтому его с детства воспитывали как наследника престола. В 1680 году после смерти отца он унаследовал титул курфюрста Саксонии; также он стал маршалом Священной Римской империи. За свою любовь к военному делу получил прозвище «Саксонский Марс».
Иоганн Георг III напоминал своего отца любовью к удовольствиям, музыке, итальянским певцам. В 1685 году он встретил венецианскую оперную певицу Маргариту Саликолу и привёз её в Дрезден (не только как певицу, но и в качестве официальной фаворитки). Маргарита Саликола начала новую эру в дрезденской опере, в которой до этого доминировали кастраты. В 1686 году капелланом при дрезденском дворе стал Филипп Якоб Шпенер, но не прижился, и в 1691 году перебрался в Берлин.
Тем временем герцогство постепенно восстанавливалось после Тридцатилетней войны. В 1685 году старый город Дрездена был почти полностью уничтожен пожаром, и курфюрст нанял известных скульпторов Вольфа Каспара и Бальтазара Пермозера для перестройки города в новомодном стиле барокко.
Став курфюрстом, Иоганн Георг снизил расходы на содержание двора и приступил к созданию постоянной армии из 12 тысяч человек по образцу маркграфства Бранденбург. В качестве высшей военной управляющей структуры была создана Тайная военная канцелярия («geheime Kriegskanzlei»). Ради армии курфюрст почти полностью забросил домашние дела.
Во внешней политике Иоганн Георг прекратил двусмысленные отношения с Францией, старался сблизиться с курфюрстом бранденбургским, помогал императору в войне с турками, лично участвовал в Венской битве и последующих походах. В 1686 году он не стал вступать в Аугсбургскую лигу, но в марте 1688 года лично прибыл в Гаагу, чтобы обсудить с Вильгельмом Оранским, Георгом Вильгельмом Брауншвейг-Люнебургским и Фридрихом Вильгельмом Бранденбургским возможные шаги по противодействию Людовику XIV. Когда в 1689 году началась война, он принял на себя, несмотря на болезнь, командование имперской армией. Умер в начале военных действий.

## Семья
Иоганн Георг III женился на Анне Софии Датской (1647—1717), дочери датского короля Фредерика III. Свадьба состоялась в Копенгагене 9 октября 1666 года. Супруга подарила Иоганну Георгу двух сыновей:
- Иоганн Георг IV (18 октября 1668 года — 28 мая 1694 года) — курфюрст Саксонии[4]
- Фридрих Август I (22 мая 1670 года — 1 февраля 1733 года) — курфюрст Саксонии, король Польши (под именем Август II)

## Предки

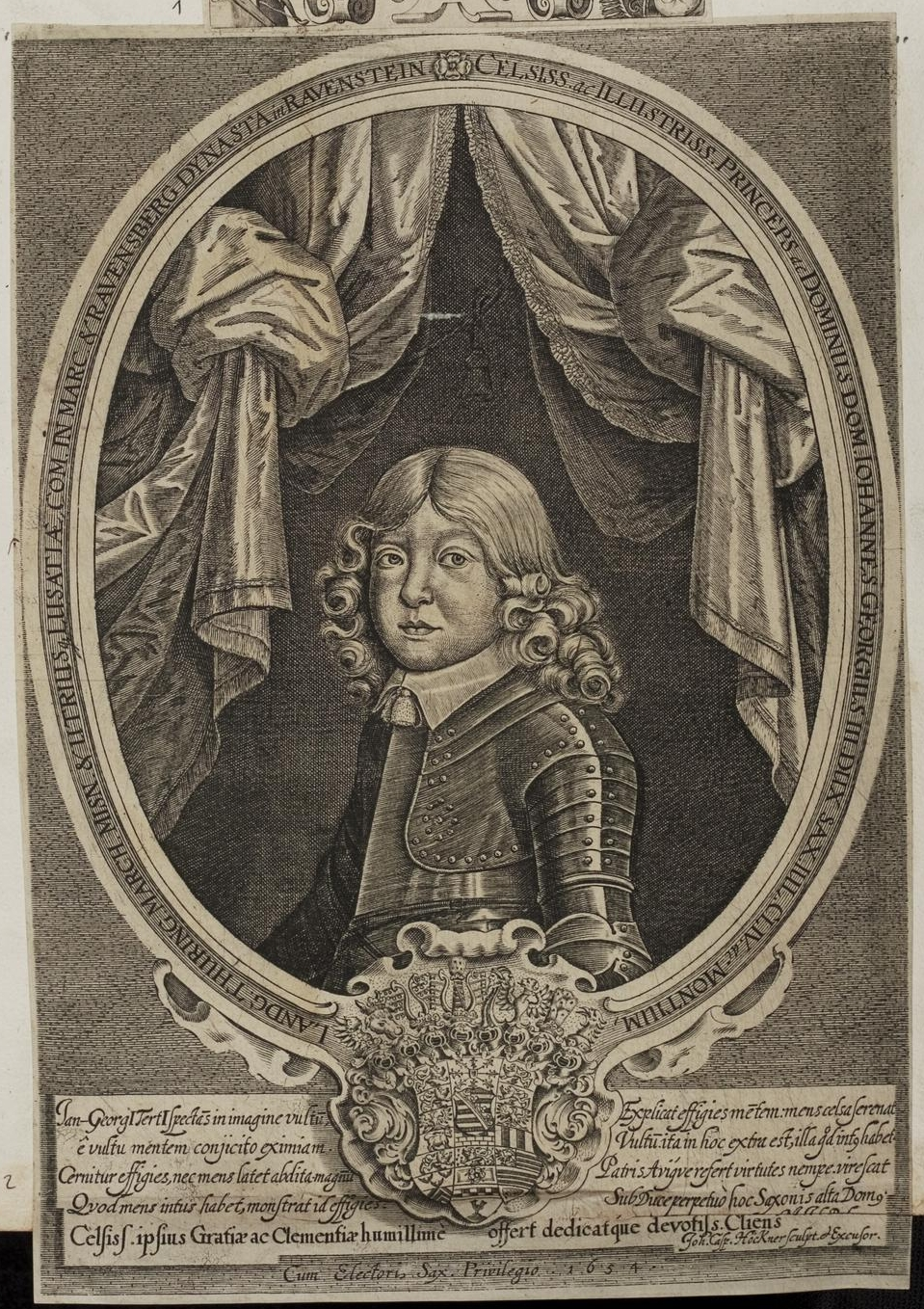
Принц Иоганн Георг в возрасте 7 лет, 1654 год